# René de Courcy
Pour les articles homonymes, voir Familles de Courcy.
Marie-René Roussel de Courcy, né le 2 octobre 1827 à Sully-la-Chapelle (Loiret) et mort le 7 août 1908 au château de Claireau dans la même commune, est un diplomate français.

## Biographie
Petit-fils de Louis-Joseph de Montbel, il fait des études de droit et, licencié, entre au ministère des Affaires étrangères (1848). Nommé aspirant diplomatique en Chine le 23 décembre 1851, il devient secrétaire de la légation de France à Pékin le 10 février 1854 puis chargé d'affaires le 15 novembre 1855. Il va ainsi résider en Chine durant six années et gérer la légation lors des absences de l'ambassadeur Alphonse de Bourboulon. 
Pendant son séjour, il sera témoin de la révolte des Taiping et participera au premier traité de Tien-Tsin en juin 1858. 
En 1858, il est nommé chargé d'affaires à Athènes et quitte en 1860 la diplomatie pour se consacrer à la politique et aux études historiques. Il travaille alors à une immense compilation sur la Chine basée sur ses propres observations, sur les relations des missionnaires ainsi que les recherches des sinologues modernes comme le Midle Kingdom de Samuel Wells Williams paru en 1848. Il la publie en 1867 chez Didier sous le titre L'Empire du Milieu.

### Mandats politiques en France
Il fut maire de Sully-la-Chapelle et conseiller général du Loiret.

### Vie intellectuelle
Il fut membre du Conseil de la Société d'histoire diplomatique.
Membre de la Société archéologique et historique de l'Orléanais, il possédait au château de Claireau une collection de tableaux dont la restauration fut confiée à Narcisse Rabier.

### Décès
René de Courcy s'éteint dans son château le 7 août 1908. Les funérailles à l'église de Sully et l'inhumation dans le caveau familial eurent lieu le 12 août.

## Œuvres
- L'insurrection chinoise, Revue des deux Mondes, juillet 1861, p. 5-35 et p. 312-360
- L'Empire du Milieu, Didier, 1867
- La Coalition de 1701 contre la France, 2 vol, Plon-Nourrit, 1886, (Prix Thérouanne, 1887)
- Renonciation des Bourbons d'Espagne au trône de France, Plon-Nourrit, 1889
- L'Espagne après la paix d'Utrecht, 1713-1715. La princesse Des Ursins et le Mis de Brancas ; un grand inquisiteur d'Espagne à la cour de France ; les débuts d'une nouvelle reine, Plon-Nourrit, 1891 (Prix Thiers, 1892)
- Souvenirs (1827-1883), 4 vol, Plon-Nourrit, 1900-1903

## Distinctions
- Commandeur de l'ordre de Pie IX
- Officier de la Légion d'honneur